# خانه زاول
خانه زاول (زاون) مربوط به سدهٔ ۱۳ ه‍.ق است و در اصفهان، خیابان حکیم نظامی، کوچه سنگتراشها واقع شده و این اثر در تاریخ ۱۸ آذر ۱۳۵۴ با شمارهٔ ثبت ۱۱۵۹ به‌عنوان یکی از آثار ملی ایران به ثبت رسیده‌است.